# Simó Ben Zemah Duran
Simó Ben Zemah Duran, també Tzemach Duran (1361-1444; שמעון בן צמח דוראן), conegut com a Rashbatz (רשב"ץ) o Tashbatz era una autoritat rabínica, estudiant de filosofia, astronomia, matemàtiques i, especialment, de medicina, que va exercir durant diversos anys a Palma (Mallorca). Les seves decisions publicades en matèria d'halacà han estat àmpliament citades en literatura halàgica durant centenars d'anys. A nivell històric, Simó Ben Zemah va ser el darrer rabí no clandestí de Palma. A partir d'ell, només va restar el criptojudaisme dels xuetes, que va tenir el punt àlgid amb els actes de fe de l'any 1691.

## Biografia
Simó Ben Zemah va néixer en el mes hebreu d'Adar, l'any 1361, a l'illa de Mallorca.
Després de les persecucions als jueus de 1391 a les Illes Balears, va fugir amb el seu pare i la seva germana a Alger, on, a més de practicar medicina, va continuar els seus estudis durant la primera part de la seva estada. El 1394 ell i el rabí barceloní Isaac ben Sheshet (conegut com a Rivash) van redactar estatuts per a la comunitat jueva d'Alger. Després de la jubilació de Rivash, Duran es va convertir en rabí d'Alger el 1407. Atès que havia perdut totes les seves propietats durant la massacre a Palma, es va veure obligat contra la seva voluntat a acceptar un salari de la comunitat, sense tenir altres mitjans de subsistència. Va ocupar aquest càrrec fins a la seva mort.

## Treballs
Rabí Simó Durán va escriure 14 llibres. La seva obra més famosa és sens dubte la responsable rabínica coneguda com Tashbets, una col·lecció de 802 preguntes i respostes halàgiques.
En l'àrea de les idees i creences el rab Durán va escriure un llibre monumental anomenat Magen Avot, "En defensa dels nostres pares". Aquest llibre consta de quatre tractats, que de vegades es van publicar com a obres independents, on redueix la fe de Maimònides a només tres dogmes, entre ens quals l'origen diví de la llei jueva.
En el primer tractat, חלק א 'ממעל, el rabí Duran s'ocupa de temes relacionats amb la teologia. L'existència, unitat i incorporeïtat de Déu, etc. Aquest tractat va ser escrit principalment en el context de la filosofia aristotèlica, dominant dels seus dies, similar al que avui es considera "un pensament secular".
En el segon tractat חלק שוסינו explica el concepte de Tora Min haShamayim, és a dir, l'origen diví de la nostra Tora, la profecia, la Torà oral, etc.
El tercer tractat, חלק יעקב, és principalment sobre les creences jueves de la immortalitat de l'ànima i la resurrecció.
En aquests tres tractats el Rab Durán sistemàticament segueix i defensa els 13 principis del judaisme establerts per Maimònides. També, dins d'aquests llibres, el rabí Duran va escriure un llarg capítol en què compara críticament al judaisme amb el cristianisme i l'islam. Va aclarir que ell va escriure aquest capítol per donar munició als jueus que eren constantment perseguits pels missioners de les dues religions intentant convèncer els Yehudim d'abandonar la seva fe. Aquest llibre, que no és només apologètic sinó molt crític d'aquestes dues religions, va ser censurat per segles i va ser publicat com un llibret independent a Liorna, Itàlia, 1785 sota el nom de "Qeshet uMagen" (un arc i fletxes, per atacar; i un escut, per defensar-se).
La quarta part de Magen Abot és un comentari sobre Pirqé Avot, que s'ocupa principalment de l'ètica jueva.